# Градац (Ружић)
Градац је насељено мјесто и средиште општине Ружић у Далмацији, Шибенско-книнска жупанија, Република Хрватска.

## Географија
Налази се на југоисточном рубу Петровог поља, у подножју планине Свилаје. Градац је удаљен око 13 км југоисточно од Дрниша.

## Историја
До територијалне реорганизације у Хрватској насеље се налазило у саставу бивше велике општине Дрниш. За вријеме рата у бившој Југославији (1991—1995), налазио се у Републици Српској Крајини, као њено погранично подручје.

## Култура
У Градацу се налази католичка црква Св. Марија.

## Становништво
Према попису становништва из 1991. године, село је имало 412 становника, 396 Хрвата, 8 Срба и 8 осталих. Градац је према попису становништва из 2011. године имао 317 становника.
| Демографија | Демографија | Демографија |
| Година      | Становника  | Становника  |
| ----------- | ----------- | ----------- |
| 1961.       | 594         |             |
| 1971.       | 645         |             |
| 1981.       | 538         |             |
| 1991.       | 412         |             |
| 2001.       | 344         |             |
| 2011.       |             | 317         |

## Попис 1991.
На попису становништва 1991. године, насељено место Градац је имало 412 становника, следећег националног састава:
| Попис 1991.‍ | Попис 1991.‍ | Попис 1991.‍ | Попис 1991.‍ | Попис 1991.‍ |
| ----------- | ----------- | ----------- | ----------- | ----------- |
|             |             |             |             |             |
| Хрвати      | Хрвати      |             | 396         | 96,11%      |
| Срби        | Срби        |             | 8           | 1,94%       |
| Македонци   | Македонци   |             | 1           | 0,24%       |
| непознато   | непознато   |             | 7           | 1,69%       |
| укупно: 412 |             |             |             |             |